# Xylotrechus kayoensis
Xylotrechus kayoensis is een keversoort uit de familie van de boktorren (Cerambycidae). De wetenschappelijke naam van de soort werd voor het eerst geldig gepubliceerd in 1943 door Mitono & Kira.